# Sergey Politevich
Sergey Eduardovich Politevich o Siarhey Eduardavich Palitsevich (en bielorruso: Сяргей Эдуардавіч Паліцевіч; en ruso: Сергей Эдуардович Политевич; Lida, Unión Soviética, 9 de abril de 1990) es un futbolista bielorruso. Juega de defensa y su equipo es el FC Torpedo Zhodino de la Liga Premier de Bielorrusia. Es internacional absoluto por la selección de Bielorrusia desde 2014.

## Selección nacional
Formó parte de la selección sub-23 de Bielorrusia que jugó en los Juegos Olímpicos de Londres 2012.
Debutó por la selección de Bielorrusia el 21 de mayo de 2014 ante Liechtenstein por un amistoso.

### Participaciones en Juegos Olímpicos
| Copa                             | Sede        | Resultado      |
| -------------------------------- | ----------- | -------------- |
| Juegos Olímpicos de Londres 2012 | Reino Unido | Fase de grupos |

## Clubes
| Club                           | País        | Año           |
| ------------------------------ | ----------- | ------------- |
| FC Naftan Novopolotsk          | Bielorrusia | 2007          |
| Krylia Sovetov Samara          | Rusia       | 2008-2010     |
| FC Naftan Novopolotsk (cedido) | Bielorrusia | 2009-2010     |
| FK Dinamo Minsk                | Bielorrusia | 2011-2015     |
| Gençlerbirliği S. K.           | Turquía     | 2016-2018     |
| F. C. Kairat Almaty            | Kazajistán  | 2018-2019     |
| Shakhtyor Soligorsk            | Bielorrusia | 2020-2022     |
| FK Dinamo Minsk                | Bielorrusia | 2023-2024     |
| FC Torpedo Zhodino             | Bielorrusia | 2025-presente |

## Palmarés

### Títulos nacionales
| Título                      | Club                | País        | Año  |
| --------------------------- | ------------------- | ----------- | ---- |
| Copa de Kazajistán          | F. C. Kairat Almaty | Kazajistán  | 2018 |
| Liga Premier de Bielorrusia | Shakhtyor Soligorsk | Bielorrusia | 2020 |
| Liga Premier de Bielorrusia | Shakhtyor Soligorsk | Bielorrusia | 2021 |
| Liga Premier de Bielorrusia | FK Dinamo Minsk     | Bielorrusia | 2023 |
| Liga Premier de Bielorrusia | FK Dinamo Minsk     | Bielorrusia | 2024 |